# Чесноково (озеро, Курганская область)
Чесноко́во — солёное озеро в Шумихинском и Мишкинском районах Курганской области России. Озеро находится в 111 км к западу от Кургана, в 17 км к северо-востоку от Шумихи.
Водоём имеет овальную форму с выделяющимся заливом на западе. Береговая линия слабо изрезана. Зеркало озера расположено на высоте 151 метр над уровнем моря. Площадь водной поверхности — 21,6 км². Длина озера составляет около 6,1 км, максимальная ширина в северной части — 4,2 км. Глубина в среднем составляет 2 метра при наибольшей глубине – 2,5 метров. 
Чесноково — бессточное озеро, относится к бассейну реки Юргамыш. На западном берегу находится деревня Чеснокова. Берега низкие, местами заросшие камышом. На берегах — лесостепь. Острова отсутствуют. В 1 км от северного берега проходит железнодорожная линия Челябинск — Курган.
В озере обитает карп и карась. 